# Esquila (campana)
La esquila (del gót. *skĭlla; cf. a. al. ant. scëlla) es una campana pequeña y tosca, generalmente cilíndrica y hecha con chapa de cobre o hierro que se cuelga del cuello de las ovejas y cabras. Es similar al cencerro para las vacas y toros pero más pequeña para que los animales más pequeños lo lleven con facilidad. Al animal que lo lleva se le conoce como esquilero. El sonido de la esquila sirve al ganadero para identificar y localizar al animal que lo porta.
También se conoce como "Esquila" a las campanas de algunas Iglesias que tienen la capacidad de girar 360 grados y para hacerlo de una manera segura suelen usar un yugo o contrapeso que puede ser de madera o hierro